# Testbaan
Een testbaan is een testterrein voor voertuigen, zowel motorvoertuigen als railvoertuigen, waarvan de trajecten (wegen of rails) zijn gescheiden van de reguliere verkeersstroom. Hier kunnen de voertuigen realistisch of onder extreme omstandigheden en belastingen worden getest.

## Testbaan voor motorvoertuigen
Testbanen voor motorvoertuigen zijn begaanbare banen die dienen als oefenterrein voor raceauto’s en als testterrein voor nieuwe modellen auto's en banden. In tegenstelling tot autosportcircuits die zijn gehomologeerd door de FIA of de respectieve nationale autosportbond, werden en worden ze grotendeels gebouwd en onderhouden zonder overheidsgeld en worden ze niet gebruikt voor het houden van officiële races. Om deze reden zijn ze meestal niet uitgerust met noemenswaardige voorzieningen (bijvoorbeeld tribunes) voor toeschouwers.
Voertuig- en bandenfabrikanten hebben testbanen nodig om meetgegevens voor nieuwe producten te verkrijgen en fouten op te sporen. Een nieuw automodel wordt uitgebreid getest voordat het in de verkoop gaat. Het is ook belangrijk om het voertuig te testen onder extreme weersomstandigheden; daarom bevinden sommige testbanen zich in subpolaire- of woestijngebieden. Sinds de jaren negentig kunnen veel testritten worden vervangen door computersimulaties, maar echte testbaanritten kunnen niet worden vervangen voor fijnafstemming van het rijgedrag en praktische tests op materiaalmoeheid.
Er zijn pure testbanen die meestal worden geëxploiteerd door auto- of bandenfabrikanten. Daarnaast testen fabrikanten ook op racebanen als daar geen races worden gehouden. De Nordschleife van de Nürburgring is hier bijzonder populair - ook bij niet-Europese bedrijven - omdat hier over een breed scala aan wegomstandigheden kan worden getest. Testbanen zijn een populaire bestemming voor fotoreporters van de autopers, omdat het daar mogelijk is om gecamoufleerde nieuwe modellen te fotograferen voordat ze worden gelanceerd.
Met name in Frankrijk zijn tal van kleinere testbanen van oudsher in particuliere handen en hebben ze geen directe band met de auto-industrie. Deze banen kunnen meestal dagelijks of een halve dag worden gehuurd door particulieren, clubs of bedrijven, vaak met uitzondering van officiële race-evenementen.

### Testbaan voor trolleybussen
Van 1963 tot 2004 onderhield het bedrijf Škoda Transportation zijn eigen fabriekstestbaan voor trolleybussen in het noordwesten van Tsjechië. Het was een 6,1 kilometer lang traject, tot 12% steil dat liep van de fabriek in Dolní Žďár, een district van Ostrov nad Ohří op de openbare weg tot Jáchymov. In de loop van 2006 is de bovenleiding ontmanteld.